# گستره (مجموعه تلویزیونی)
گستره (انگلیسی: The Expanse) مجموعهٔ علمی–تخیلی آمریکایی که توسط مارک فرگوس و هاوک اوتسبی ساخته شده است. این سریال در مورد تسخیر منظومهٔ خورشیدی توسط انسان‌ها در سدهٔ ۲۳ میلادی است.
منتقدان رشد شخصیت و بررسی روابط سیاسی را در این سریال ستایش کرده‌اند.
از جمله بازیگران این مجموعه شهره آغداشلو، بازیگر ایرانی-آمریکایی است.